# Мала Слободка (Ферзиковський район)
Мала Слободка (рос. Малая Слободка) — присілок в Ферзиковському районі Калузької області Російської Федерації.
Населення становить 11 осіб. Входить до складу муніципального утворення село Авчурино.

## Історія
Від 2004 року входить до складу муніципального утворення село Авчурино

## Населення
| 2002 | 2010 | 2011 |
| ---- | ---- | ---- |
| 27   | ↘13  | ↘11  |